# Комин, Элис
Элис де Комин, графиня Бьюкен, леди Бомонт (1289 — 3 июля 1349) — шотландская дворянка из могущественного клана Комин, который поддерживал Баллиолов, претендентов на вакантный шотландский престол, в борьбе против клана Брюсов. Племянница и наследница Джона Комина, графа Бьюкена. После его смерти в 1308 году графство Бьюкен перешло во владение Генри де Бомонту, графу Бьюкену, по праву своей жены. Его долгая борьба за графство Бьюкен стала одной из причин Второй Войны Шотландии за независимость (1332—1357).
Элис Комин была бабкой по материнской линии Бланки Ланкастерской, и, таким образом, прабабкой короля Англии Генриха IV.

## Семья
Элис родилась в Абердиншире, Шотландия, в 1289 году. Старшая дочь Александра Комина (ум. 1308), шерифа Абердина, и его жены, Джоан Ле Латимер, внучка Александра Комина, графа Бьюкена. У неё была младшая сестра, Маргарет, которая была первым браком замужем за сэром Джоном Россом, а вторым — за сэром Уильямом Линдси, лордом Симертуна.
По отцовской линии Элис была внучкой Александра Комина, графа Бьюкена, юстициария и констебля Шотландии, и Элизабет де Куинси, а по материнской линии — Уильяма Ле Латимера и Алисии Ледет. Дядей Элис был Джон Комин, граф Бьюкен (1260—1308), один из самых могущественных дворян в Шотландии. Джон Комин, граф Бьюкен, скончался в декабре 1308 года в изгнании в Англии, он был женат на Изабелле Макдафф, но их брак был бездетным. Элис была наследницей Джона Комина в титуле графа Бьюкен, хотя после смерти её дяди в Англии, графство было конфисковано шотландской короной.

## Брак и дети
Элис Комин вышла замуж за Генри де Бомонта (ок. 1280—1340), сына Луи де Бриенна, виконта де Бомона, и Агнессы, виконтессы де Бомон. После брака Элис стала именоваться «леди Бомонт». Генри Бомонт был ключевой фигурой в англо-шотландских войнах XIII—XIV веков. В Шотландии Элис считали подданной Англии и признавали права её младшей сестры Маргарет на графство Бьюкен.
В браке родились десять детей:
- Кэтрин де Бомонт (ум. 11 ноября 1368), вышла замуж за Давида III Стрэтбога, графа Атолла (ок. 1309—1335)
- Элизабет де Бомон (ум. 27 октября 1400), вышла замуж за Николая Одли, 3-го барона Одли (ок. 1328—1391)
- Ричард де Бомонт
- Джон де Бомонт
- Томас де Бомонт
- Элис де Бомонт
- Джоан де Бомонт, муж — Фальк Фиц-Уоррен (ум. 1349), 3-й барон Фиц-Уоррен
- Беатрис Бомонт, муж — Шарль I, граф Даммартен
- Джон де Бомон, 2-й лорд Бомонт (1318 — 14 апреля 1342), женат с 1330 года на Элеоноре Ланкастер (1318—1372). Он был убит в турнире.
- Изабелла де Бомонт (ок. 1320—1361), муж с 1337 года Генри Гросмонт, 1-й герцог Ланкастер (ок. 1310—1361).

## Графиня Бьюкен
В апреле 1313 года Изабелла Макдафф, вдова Джона Комина (дяди Элис), была помещена под стражу Бомонтами. До этого в течение четырех лет она находилась в клетке в Берике, по приказу короля Англии Эдуарда I после того, как она короновала Роберта Брюса, графа Каррика, новым королем Шотландии в Сконе в марте 1306 года. В 1310 году её отправили в монастырь, а через три года заключили в одной из поместий Бомонтов, где она умерла в неизвестности.
В 1314 году Генри Бомонт, 1-й барон Бомонт, сражался на стороне англичан в битве при Бэннокбёрне.
Между 1317 и 1321 годами Элис переселилась в английское поместье своей младшей сестры, Маргарет.
22 января 1334 года Генри Бомонт, муж Элис, был вызван в парламент Англии в качестве графа Бьюкена. Он был признан графом с этой даты до 16 ноября 1339 года. 10 февраля 1334 года Генри Бомонт заседал в шотландском парламенте с этим же титулом. Генри Бомонт стремился унаследовать графство Бьюкен по праву своей жены. Это стало одной из причин для начала Второй войны Шотландии за независимость.
Элис скончалась 3 июля 1349 года в возрасте шестидесяти лет. Ее муж Генри де Бомонт, 1-й барон Бомонт|Генри Бомонт умер в 1340 году в Нидерландах, куда он прибыл вместе с королем Англии Эдуардом III. После смерти Элис графство Бьюкен навсегда исчезло из собственности семьи Комин.
Среди многочисленных потомков Элис были короли Англии Генрих IV и Генрих V, королева Португалии Филиппа Ланкастер, королева Англии Анна Болейн, и английский разбойник Хамфри Кинастон.

## В художественной литературе
Элис Комин появляется в качестве персонажа в романе Барбары Эрскин «Королевство теней» (1988), который основан на жизни Изабеллы Макдафф.